# Isola di Municca
L'isola di Municca è un isolotto del mar di Sardegna situato nell'omonima località, nella Sardegna settentrionale.

Appartiene amministrativamente al comune di Santa Teresa Gallura.